# Antonín Kraft
Antonín Kraft (Rokycany, 1749 - 1820) va ser un violoncel·lista i compositor txec.

## Biografia
Abans de decidir dedicar-se totalment a la música, va estudiar Filosofia i Jurisprudència a la Universitat de Praga.
En 1778 es va unir a l'orquestra del Palau Esterházy. Ací va tindre molt contacte amb Haydn, de qui va prendre algunes classes de composició.
En 1790 es va instal·lar en Viena, on va formar part del Quartet Schuppanzigh. Primerament qui va formar part del quartet va ser el seu fill Nikolau, que va seguir el mateix camí que son pare amb el cello i la composició, i després va participar-hi Antonín.
En 1796 es va convertir en el violoncel principal de l'orquestra del Príncep Lobkowitz, on Beethoven estrenava moltes de les seues obres.
Kraft també va tindre l'oportunitat de viatjar extensament per fer concerts com a solista.
Gràcies a estes dades podem veure a Kraft com un dels violoncel·listes més influents de l'època, ja que va formar part de les més prestigioses orquestres, i va treballar al costat de compositors de més anomenada del moment.

## Obres dedicades[4]

### Concert No.2 en D major de J. Haydn
Kraft era el violoncel solista de l'orquestra del Palau Esterházy, on treballava Haydn com a compositor i, per tant, no és d'estranyar que li dedicara el seu Concert No.2 per a violoncel en D major (1783), com era costum en aquells temps. Fins i tot, l'autoria d'aquest conegut concert havia estat posada en dubte, ja que fins a 1951 el mateix Kraft havia estat considerat el compositor d'aquesta obra. Finalment es va atribuir a Haydn perquè es va trobar l'autògraf manuscrit.

### Triple concert de L.V. Beethoven
A més, Kraft probablement va participar en l'estrena del Triple concert de Beethoven per a violí, violoncel i piano amb orquestra, juntament amb el mateix Beethoven al piano. Açò va transcórrer en el temps en què Kraft formava part de l'orquestra del Príncep Lobkowich, un dels patrons de Beethoven.

## Composicions
- Op.1: 3 Sonates per a violoncel:

No.1,Sonata en C major
No.2,Sonata en G major
No.3,Sonata en D major
- Op.2, 3 Sonates per a cello

No.1,Sonata en B♭ major
No.2,Sonata en G major
No.3,Sonata en C major
- Op.3,3 Grans Duos per Violí i Cello
- Op.4,Concert per a cello en C major (B&H by 1847)
- Op.5,Duo de cellos
- Op.6,Duo de cellos
- Op.7,Divertimento per 2 Cellos en un tema de l'Òpera de Mozart: The Magic Flute ('Duettino Tamina i Papageno')[5]